# And So I Watch You From Afar
And So I Watch You From Afar é um quarteto instrumental post-rock de Belfast, Irlanda do Norte. A banda é formada por Rory Friers e Tony Wright nas guitarras, Johnny Adger no baixo e Chris Wee na bateria. O Grupo é bastante citado em várias publicações musicais, como Kerrang! e NME. Eles se tornaram bastante conhecidos pela sua energia e vigor nas performances ao vivo.

## História
A banda foi formada  em 2005 e lançaram seu primeiro EP "This is Our Machine And Nothing Can Stop It" no começo de 2007. Este foi acompanhado por um EP colaborativo intitulado "Tonight The City Burns", lançado em Outubro do mesmo ano, EP este que contou com a participação de Cahir O'Doherty do Fighting With Wire e Jetplane Landing nos vocais. Pela mesma época eles começaram a gravar seu primeiro álbum com o conteúdo que a banda se apresentara nas turnês do Reino Unido, de iniciativa própria e também como suporte de bandas como High On Fire, Crippled Black Phoenix, 65daysofstatic e Yourcodenameis:milo. Neste mesmo período também, a banda começara a ser notada e apoiada por revistas de música e Dj's como Huw Stephens, da BBC radio, que deu à banda platafroma nacional.
O álbum homônimo foi lançado em Abri de 2009 e recebeu críticas muito positivas do Kerrang! RockSound, Drowned In Sound e Metal Hammer, dentre outros. O restante do ano de 2009 foi tempo de mais turnê pelo Reino Unido, pelo qual a banda foi acompanhada constantemente por críticas com elogios efusivos. O ano de 2010 ainda veria um novo EP do grupo, intitulado "Letters". Neste ano a banda embarcou na sua maior turnê pelo Reino Unido até então realizado, com o suporte de LaFaro e Wounds , e também tocaram em uma turnê paralela com Oceansize de Manchester.
A banda anunciou que eles iriam dar apoio ao supergrupo Them Crooked Vultures numa turnê pela Europa em Maio/Junho de 2010.

## Discografia
Álbuns
And So I Watch You From Afar (13 Abril 2009)
1. Set Guitars to Kill (5:20)
2. A Little Bit of Solidarity Goes a Long Way (3:26)
3. Clench Fists, Grit Teeth... GO! (6:20)
4. I Capture Castles (7:18)
5. Start a Band (4:54)
6. Tip of the Hat, Punch in the Face (4:22)
7. If it Ain't Broke, Break it (6:22)
8. theseRIOTSareJUSTtheBEGINNING (4:49)
9. Don't Waste Time Doing Things You Hate (7:32)
10. The Voiceless (6:28)
11. Eat the City, Eat it Whole (6:28)

EPS
The Letters EP(22 Fevereiro 2010)
1. S is for Salamander (3:59)
2. D is for Django the Bastard (2:32)
3. B is for B-Side (2:50)
4. K is for Killing Spree (6:43)

Tonight The City Burns (2007)
1. These Riots Are Just The Beginning
2. The Torch
3. Tonight the City Burns (feat. Cahir O'Doherty & Johnny Black)
4. Marching Over the Coals
5. Something More than Power (feat. Neil Hughes)
6. La Plata es el Asesino (feat. Geoff Topley)

This Is Our Machine And Nothing Can Stop It (2007)
1. I Capture Castles
2. The Voiceless
3. Holylands, 4AM
4. WPB 6am

Singles
- Solidarity / Set Guitars To Kill (2009)
- "S Is For Salamander"

## Membros
- Jonathan Adger (The Bearded Dragon) - Bass Guitar
- Rory Friers (The Chip) - Guitar
- Tony Wright (The Grounded Pounder) - Guitar
- Chris Wee (The Big) - Drums & Percussion